# Keinemusik
Keinemusik este o casă de discuri germană muzică electronică. Label-ul include DJ-ii și producătorii muzicali Adam Port, &ME, Rampa, Reznik, precum și artista Monja Gentschow, care creează artwork-urile.

## Istorie

Echipa Keinemusik: Adam Port, Rampa, &ME, Reznik și Monja Gentschow

Keinemusik a fost fondată la Berlin în 2009. Până în prezent au fost publicat peste 60 de release-uri. În 2017 a fost lansat albumul de debut You Are Safe, produs și scris de Adam Port, &ME și Rampa, cu Chiara Noriko, Nomi Ruiz și Jennifer Touch ca invitați. În noiembrie 2021 a fost lansat un nou album „Send Return”, având colaborări alături de Solomun, RY X și Little Dragon.
Keinemusik sunt cunoscuți internațional și în întreaga Germanie în domeniul muzicii electronice (techno și house). Membrii casei de discuri au avut apariții internaționale ca DJ-i, inclusiv apariții la Boiler Room Berlin, la Fusion în 2019 sau la Tomorrowland în 2021. Grupul a avut apariții în cadrul seriei BBC Essential Mix, în revista Groove și a făcut parte din programul postului de televiziune Arte, United We Stream, pe 30 aprilie 2020.
În 2020, actualizarea „Cayo Perico Heist” a inclus Keinemusik în jocul de acțiune și aventură Grand Theft Auto V și Grand Theft Auto Online, care este publicat de Rockstar Games. Grupul mixează în joc într-un club virtual din orașul fictiv Los Santos. Jocul a prezentat anterior artiști precum Dixon, Solomun și Tale of Us. În 2022, &ME și Rampa au fost implicați în piesele Falling Back și A Keeper de pe Honestly, Nevermind, al șaptelea album de studio al rapperului canadian Drake.